# ISO 3166-2:GL
Die Liste der ISO-3166-2-Codes für  Grönland enthält die Codes für die fünf Kommunen.

Die Codes bestehen aus zwei Teilen, die durch einen Bindestrich voneinander getrennt sind. Der erste Teil gibt den Landescode gemäß ISO 3166-1 (für  Grönland GL), der zweite den Code für Kommune wieder.
Die aktuellen Codes stehen auf der Seite der ISO unter #iso:code:3166:GL zur Verfügung.

Kommunen Grönlands

Die gemeindefreien Gebiete Nordost-Grönland-Nationalpark und Thule Air Base verfügen über keine eigenen Untercodes zu GL.
| Großkommune              | Code  |
| ------------------------ | ----- |
| Avannaata Kommunia       | GL-AV |
| Kommune Kujalleq         | GL-KU |
| Kommuneqarfik Sermersooq | GL-SM |
| Qeqqata Kommunia         | GL-QE |
| Kommune Qeqertalik       | GL-QT |
| gemeindefreie Gebiete    | –     |